# Futbol a les Illes Balears
El futbol és l'esport més important a les Illes Balears pel que fa a seguidors i nombre de practicants. El futbol balear és dirigit per la Federació Balear de Futbol, fundada l'any 1926.

## Història

### El futbol a Mallorca

Escut de l'Alfons XIII

Escut del CD Mallorca

Escut del Balears FC

Escut de l'Atlètic Balears

A les Illes Balears les primeres manifestacions de futbol les trobem l'any 1903 amb l'aparició del Veloç Sport Balear, secció d'un equip ciclista. El futbol, igual que a altres zones, començà a l'ombra del ciclisme, a velòdroms com Tirador i Son Espanyolet (en aquest darrer es disputà el primer partit de futbol organitzat el 1903). Altres clubs apareguts els primers anys del futbol a Mallorca són l'Espanya, l'Alfons, Blanc i Negre, Mecànic FC, Nou Balear, Palma, Progrés, Palmesà, Espanyol, Unió Protectora Mercantil i Assistència Palmesana. El 1904 es disputa el primer campionat a les illes que guanya el Veloç Sport Balear. El Campionat Balear, pròpiament dit, es disputà del 1923 al 1946.
El 5 de març de 1916, sota l'impuls d'Adolf Vàzquez Humasqué, es funda l'Alfons XIII FBC (l'equip reserva de l'entitat fou el Victòria Eugènia), que el 28 de juny adoptà el títol de Reial Societat. El 1931 esdevingué CD Mallorca. El 25 de març de 1916 s'inaugura el camp de Buenos Aires, a Palma, en un encontre entre el FC Barcelona i l'Alfons XIII FBC, guanyat pels catalans per 8 a 0. Més tard, l'equip ha jugat a l'Estadi Lluís Sitjar "Es Fortí" (1944) i Son Moix (1999). El primer partit a la península dels mallorquins fou a Mataró enfront l'Iluro SC (1-1) i a Barcelona enfront l'Universitary SC (4-0).
Mallorca FC i Mecànic FC (dels treballadors de la Isleña Marítima), nascuts a principis de 1920, es fusionen el 20 de novembre de 1920 per formar el Balears Futbol Club. El 27 de maig de 1942 adopta el nom de Club Esportiu Atlètic Balears en absorbir l'Athletic Futbol Club, club nascut a Palma el 13 de setembre de 1922. Fiins el 1960 jugà a Son Canals (a Hostalets) i després a l'Estadi Balear. Al barri palmesà de Son Ferriol existia abans de la guerra civil un equip anomenat CD Creu Vermella. El 1949 es fundà el CD Ferriolenc que desaparegué a inicis dels 60. A continuació aparegué un efimer Can Tunis, que fou rebatejat com a CD Ferriolenc abans d'una nova desaparició. Finalment el 1965, el Sr. Antoni Guasp torna a posar en marxa oficialment el CE Ferrioler actual. A Lloseta es va fundar el Lloseta Foot Ball Club l'any 1923, un any després del Constància d'Inca. Anys més tard es convertiria en el Llosetense.
| Veloç SB | Alfons XIII | Mecànic FC | Mallorca FC | Balears FC | Athletic FC | CD Mallorca |  |

El primer gran club d'Inca fou el FC Inca, que desaparegué vers el 1915. Posteriorment es fundaren el FC Inquense (1921) i el CE Constància (1922, fundat per la Societat de Socors Mutus, i que a partir de 1929 jugà a Es Cós i de 1964 ençà al Nou Camp d'Inca. El 1915, a Sant Llorenç, sota la congregació mariana, es crea el CE Cardassar, que no juga el seu primer partit oficial fins al 1924. A Sa Pobla, el 1922 es fundà el Ràpid Esport Club, que el 1933 abandonà la pràctica del futbol. El 1935 es fundà la UE Poblera, que el 1940 es fusionà amb el Ràpid EC, que encara existia com a societat recreativa. El 1923 es funda el Marià Esportiu (secció de la Congregació Mariana de Sóller). El 1926 la congregació es va desentendre del futbol i es va fundar la Societat Deportiva Sollerense on l'equip de futbol era el Sóller FB. Finalment, el 1935 la SDS va deixar de patrocinar l'equip i es creà el CD Sóller, fins al 1949. El 1954 es formà el CF Sóller, aprofitant l'estructura del Juvenil Águilas. Altres clubs destacats a Mallorca foren: CE Manacor (1934), CE Felanitx (1943), Isleño d'Alaró, CF Pollença (1934), CE Cerverí (1933), anomenat uns quants anys Badia de Cala Millor, CE Murer (en) a Muro (1960), CD Espanya a Llucmajor i CE Binissalem (1932).

### El futbol a Menorca
A Menorca les primeres passes del futbol les van fer socis de l'Ateneu de Maó que organitzaven partits entre ells i amb les tripulacions de vaixells escola de diferents nacionalitats de pas pel port de Maó. A la capital de l'illa, el 1907 neix el Club Maonès de Football (secció de l'Ateneu de Maó). El 1916 canvia el nom del club a Maó Foot-ball Club, vestint colors blau i groc, i el 1921 s'independitza de l'Ateneu canviant el nom a Maonès FC. L'any 1917 neix el Seislan FC i el 1918 es funda el Menorca FC (fundat per José Maldonado Olives i que duu camisa blaugrana i pantaló negre). El 17 de novembre de 1922, Maonès i Seislan uneixen forces i creen la Unió Sportiva Maó (que vestia camisa blava-groga i pantaló negre), equip que és refundat el 1975 com a UD Seislan, adoptant el 2000 el nom UE Maó. El Menorca, per la seva banda, el 1933 esdevé CE Menorca de Sant Carles. Ambdós clubs decidiren fusionar-se i el 17 de juliol de 1974 formaren el CF Sporting Maonés.

A Ciutadella el primer partit de futbol va ser el dia 25 de març de 1906 a la plaça del Born entre dos equips de socis de l’Ateneu de Maó que  volien promocionar aquest esport per tota Menorca. Sembla que l’esport va prendre fort entre el jovent ciutadellenc i van proliferar els llocs on els al·lots hi jugaven pel seu compte. El 8 d’agost del mateix any es va fundar el Club Sportiu All Rigth amb una secció dedicada al futbol. A la festa d’inauguració d'aquest club, amb seu social a un hort del pla de sant Joan, es van fer demostracions de diversos esports, entre ells el primer partit de futbol jugat per socis del mateix club. El 13 de gener es va organitzar a la plaça del Born un partit, considerat el primer campionat entre dos equips del Club All-Rigth. La secció d’esports de l’escola dels salesians (calós) muntava partits de futbol entre alumnes de batxillerat i de comerç al seu pati. Aquell mateix any van fundar la Societat Esportiva  Club Robur. Aquest equip jugava amb pantalonet blau fosc, camisa blanca amb punys, coll i voretes de blau fosc i portaven el nom al pit. El 28 d’abril de 1907 es va jugar a la plaça del Born el primer partit de futbol entre els dos clubs ciutadellencs, el Club All-Rigth i el Robur amb el resultat 2-1 a favor del Robur. Aquests clubs van anar jugant algun partit més i el 22 de setembre, a la mateixa plaça del Born, el club All Rigth va jugar contra el  Club Maonès de Football  el primer partit amb un equip de fora de la localitat. Va guanyar el Club Maonès. Posteriorment sembla que l’All-Rigth va desaparèixer i quedà com a representant del futbol ciutadellenc el Robur. Aquest equip va reforçar la seva estructura amb dos equips,  el Balear format per  alumnes de calós i l’ Equis dels oratorians del centre juvenil salesià. Els primers  vestien de blanc amb l’escut de Balears i els segons de blau mecànic amb una X groga. L’abril de 1908 l'Ateneu de Maó va organitzar el campionat de futbol de Menorca amb tres equips, el mateix Maonès, el Club Villacarlino d’Es Castell i el Robur de Ciutadella. Aquest club quedà en tercer lloc. Els anys 1920, junt amb la desaparició del Robur, van veure arribar una fornada de nous equips. El juliol de 1922 el Veloç Sport, un equip de l’entorn dels salesians, va jugar contra el Baleares FC de Mallorca al Born el primer partit d’un equip ciutadellenc contra un equip de fora de Menorca i va guanyar 2-0. El setembre de 1921 al Born el Veloç Sport va guanyar 2-1 al  Zamora FC, el qual seria un dels dos grans equips ciutadellencs anteriors al temps de la República. La Federació Obrera també va organitzar un club amb el seu nom a finals d’aquell any, el qual posteriorment prendria el nom de Resistència i a l’entorn de la Unió d’Antics Alumnes Salesians se'n va refundar el Nou de Juliol que també va participar amb tots els d’aquell moment. L’any 1923 es van fer dos camps de futbol al passeig de sant Nicolau. El primer va ser la seu del Zamora FC, conegut amb el nom de Miramar, i a tocar d'aquest, el camp que rebé el nom de Sant Nicolau del Ciudadela FC. Aquest va ser conegut com "Es Club" i va ser l'altre gran club del moment sorgit de la fusió d'equips dels salesians. Aquest dos clubs seran els representants ciutadellencs participants als Campionats de Menorca organitzats pel Comitè Provincial Balear de Futbol. Desapareguts aquests dos clubs a la primers dels anys 1930, el març de 1933 veiem l'arribada d'un nou equip al panorama futbolístic, el Club Deportiu Ciutadella.  Format per membres de l'Atlètic de Jamma i del nou 9 de juliol. Aquest tenia la seu  al camp de l’antic Ciudadela FC. Va ser l’equip més destacat de Ciutadella i de tota Menorca fins a la guerra civil. Abans, l’any 1935 veiem dos nous clubs de futbol a Ciutadella. El CD Minerva del casino 17 de Gener i el CD Local Rojo, que prendrà el nom de CD Isleño, de curta durada. La guerra implica la paralització de la practica federada i la desaparició de moltes entitats. Posteriorment el CD Ciutadella i el CD Minerva es van fusionar el 15 d'agost de 1956 per formar l'Atlètic Ciutadella CF. Els anys 1930 al centre catequístic de sant Miquel es  va crear una comissió que va organitzar un equip de futbol. Amb aquests antecedents el 1970  es crea la Unió  Deportiva Sami. L’equip es va federar a mitjans dels anys 1970 i va esdevenir un club de futbol totalment independent. Un grup de famílies i afeccionats al futbol de l’entorn de la parròquia de Sant Antoni M. Claret van voler fer un nou club de futbol a Ciutadella. El Peña Orient Deportivo es constituïa formalment com a club de futbol ’any 1977. En créixer la seva activitat va anar formant nous equips, entre els quals destaca el Penya Ciutadella Esportiva el 2001. Aquest equips segueixen jugant avui en dia. L'abril de 2024 l’Atlètic Ciutadella es va fusionar amb el Dosa CF i la UE Sami per a formar el Ciutadella Club Esportiu.

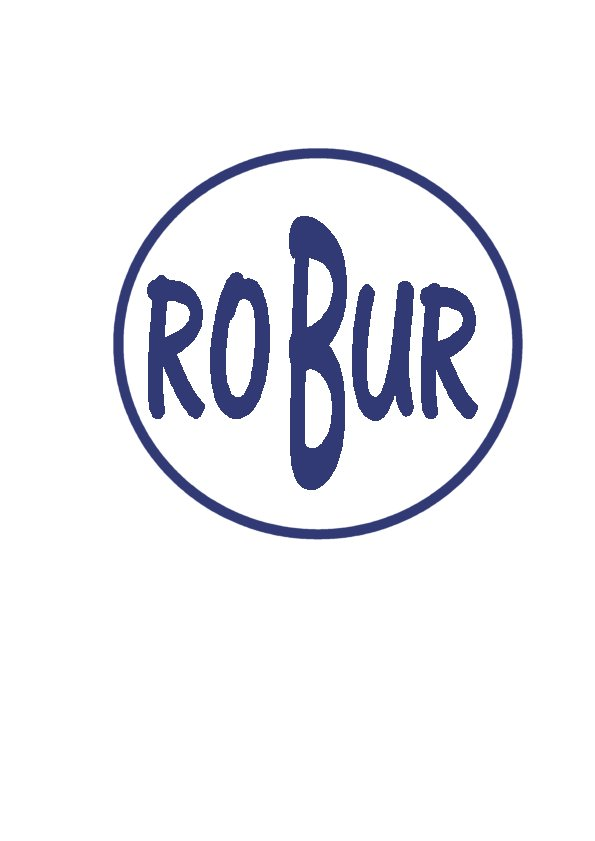
Escut Societat Esportiva Club Robur
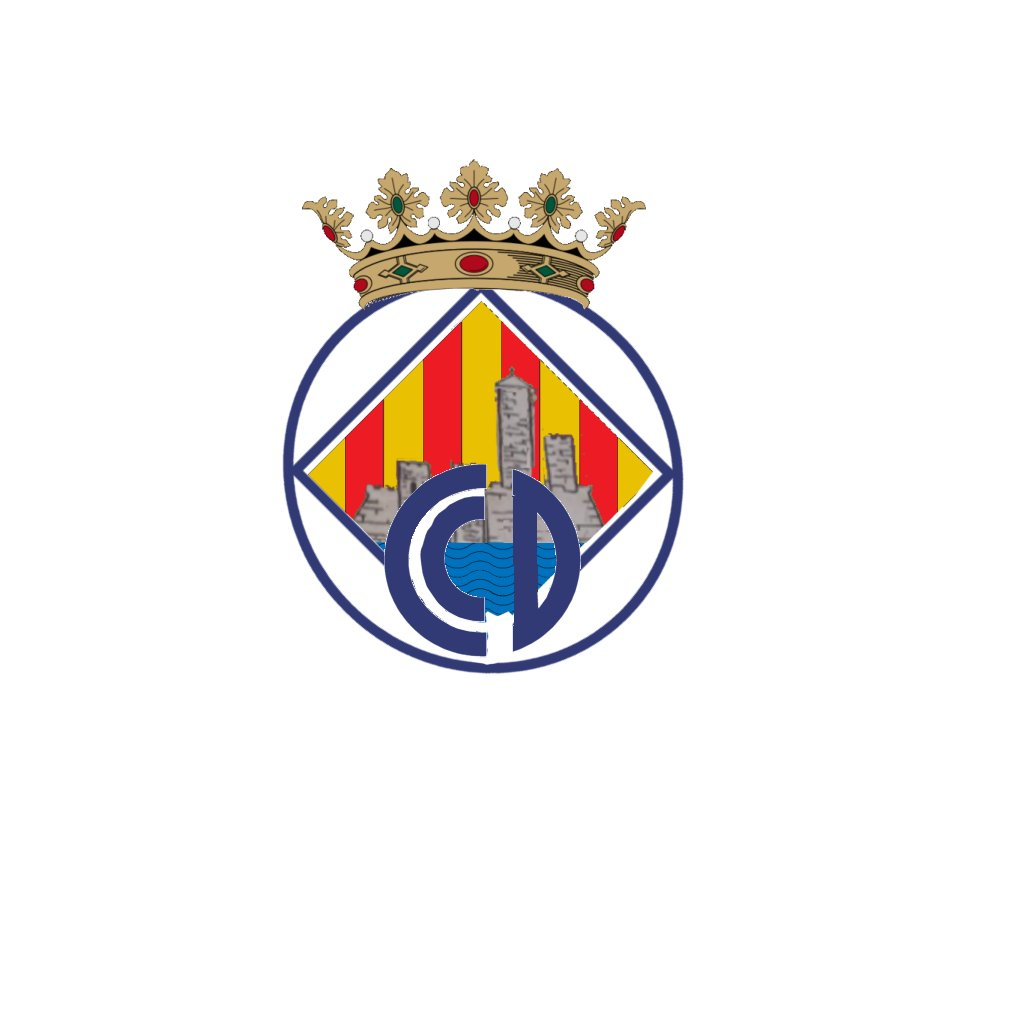
Escut Club Deportiu Ciutadella
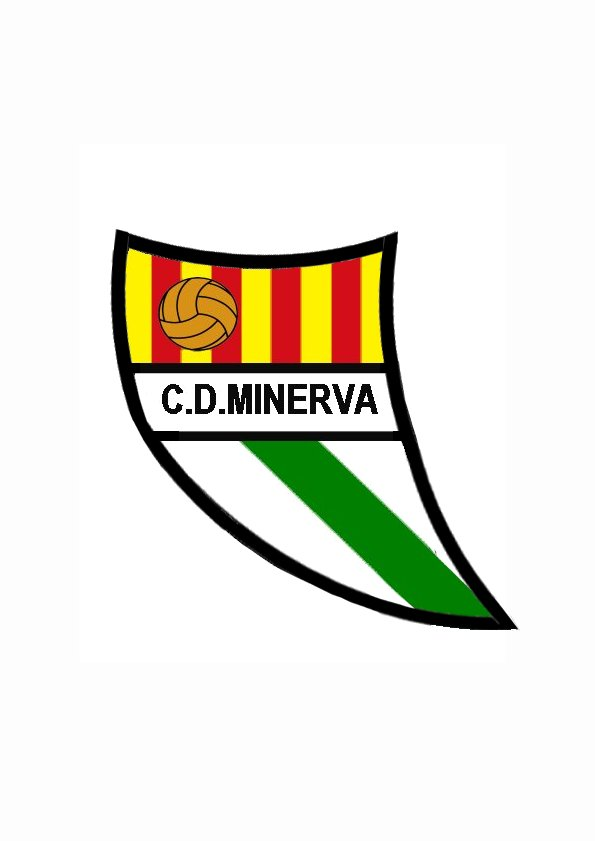
Escut Club Deportiu Minerva
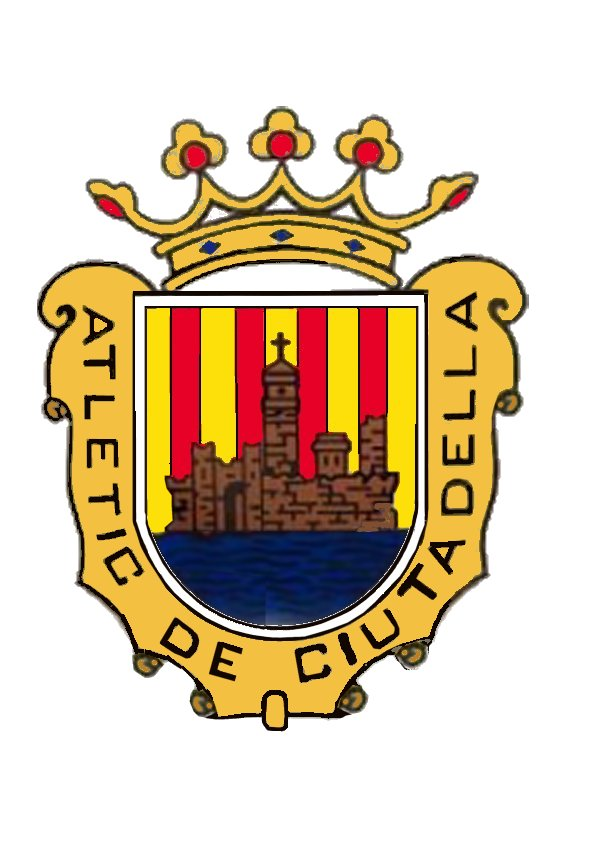
Escut Atlètic Ciutadella CF

Pel que fa a la resta de l'illa, des de 1907 es juga a futbol a Alaior amb equips com el Mercuri, Atlètic i Espanya. El 21 de juny de 1924 neix l'Alaior FC ("s'esbrell") i dos mesos més tard el CD Alaiorenc ("des negres"). El 3 de novembre de 1934 ambdós clubs uniran forces per formar el CD Alaior. El CD Ferreries es creà el 1923 tot i que no es va inscriure de forma oficial fins a l'any següent. Ha jugat, successivament de blanc amb pantalons blaus, groc i blaugrana i ha disputat els seus partits al Cos d'en Creu, Camí des Torrent, Vista Alegre i Sant Bartomeu. Altres clubs menorquins destacats foren: CF Mercadal i Fortuna Villacarlos (anys 20).

### El futbol a Eivissa.
A Eivissa, el 1923 es funda la SE Portmany a Sant Antoni de Portmany, el 1945 es funda la Societat Cultural i Recreativa Penya Esportiva Santa Eulària. El 1950 neix la Societat Esportiva Eivissa. El 1995 neix la UE Eivissa (que el 1997 es fusiona amb la Societat Esportiva per formar el CE Eivissa, reanomenat el 2001 Sa Deportiva Eivissa i el 2009 Unió Esportiva Ibiza-Eivissa).

## Selecció de futbol de les Illes Balears
La Selecció de futbol de les Illes Balears és l'equip format per jugadors de les Illes Balears que representa la Federació de Futbol de les Illes Balears. Atès que aquest organisme no és membre de la FIFA ni del Comitè Olímpic Internacional, la selecció absoluta de Balears no pot participar en tornejos oficials, i només pot disputar partits amistosos. Fins ara, la selecció absoluta ha disputat un únic partit, en 2002. En categories inferiors, la selecció de les Illes Balears si participa en competicions oficials, les que organitza la Reial Federació Espanyola de Futbol. A més, des de 2001 la selecció balear amateur disputa la Copa de les Regions de la UEFA.

## Competicions
- Campionat de les Balears de futbol
- Trofeu Illes Balears
- Primera Regional Preferent mallorquina de futbol

## Principals clubs
| Mallorca - Reial Club Deportiu Mallorca (Palma) - Club Esportiu Atlètic Balears (Palma) - Club Esportiu Ferrioler (Palma) - Club Esportiu Constància (Inca) - Unió Esportiva Poblera (Sa Pobla) - Club Esportiu Manacor - Club de Futbol Sóller - Club de Futbol Platges de Calvià (Calvià-Magaluf) - Club Esportiu Felanitx - Club Esportiu Binissalem - Club Esportiu Andratx |  | Menorca - Club de Futbol Sporting Maonès (Maó) - Club Esportiu Alaior (Alaior) - Atlètic Ciutadella Club Futbol (Ciutadella) Eivissa - Unió Esportiva Ibiza-Eivissa (Eivissa) - SCR Penya Esportiva Santa Eulària (Santa Eulària des Riu) - Societat Esportiva Portmany (Sant Antoni de Portmany) |  |  |

### Clubs que han jugat a Primera Divisió
Solament ha assolit la màxima categoria el RCD Mallorca, el qual hi ha disputat 27 temporades

### Clubs que han jugat a Segona Divisió
Solament hi han arribat tres clubs, tots tres de Mallorca: el Mallorca, que, acabada la temporada 2018-19, hi ha jugat 36 temporades; el CE Constància, el qual hi ha jugat 11 temporades; i l'Atlètic Balears, que hi ha jugat 4 temporades.

### Clubs que han jugat a Segona Divisió B
En total hi han competit 16 clubs. A Mallorca, en total són 10 equips: l'Atlètic Balears, acabada la temporada 2018-19, hi ha jugat 14 temporades; la UE Poblera hi ha estat 7 temporades; el CE Manacor, 5 temporades; el Constància i el Mallorca, 3 temporades; el CE Cerverí, 2 temporades (aleshores competia amb el nom de Badia de Cala Millor); i el CE Llosetí, el CE Binissalem, el CF Sóller i el CE Santa Ponça hi han competit una temporada. D'altra banda, el Mallorca hi ha participat 18 temporades amb el filial.
Per Eivissa, hi han arribat quatre clubs: la SE Eivissa, que hi va disputar 8 temporades; la UE Ibiza-Eivissa (continuador de l'anterior quan va desaparèixer), que hi va disputar 2 temporades; la SCR Penya Esportiva, que hi ha competit 3 temporades; i la UE Eivissa, que hi va debutar la temporada 2018-19.
Per Menorca, solament hi ha jugat un club, l'Sporting Maonès, que hi va disputar 9 temporades. Per Formentera, també hi ha jugat solament un club, la SE Formentera, que hi ha disputat 1 temporada.

### Altres clubs
Altres clubs que no han passat mai de Tercera Divisió i d'importància local són: Club Esportiu Campos, Club Deportiu Consell, Unió Esportiva Porreres, Club Santa Catalina Atlètic (Palma), Club Esportiu Santanyí, SCE Independent (Palma), Agrupació Esportiva Son Sardina (Palma), Club de Futbol Verge de Lluc (Palma), UE Alcúdia (en), UE Alaró (en), CE Murer (Muro) (en), CE Cardassar (en), Unió Esportiva Collera, UE Arenal (Palma) (en), a més dels desapareguts Club Esportiu Montuïri, Club Esportiu Soledat i CE Margalidà (Santa Margalida) (en).

## Jugadors destacats
Des de 1910
- Victorià Ferrà

Des de 1920
- Joan Bordoy
- Miquel Llauger
- Miquel Nadal
- Rafel Ramis
- Paco Tomàs
- Francesc Vert

Des de 1930
- Manuel Olivares

Des de 1940
- Joan Bagur
- Antoni Mesquida
- Gabriel Taltavull

Des de 1950
- Pere Caldenteny

Des de 1960
- Joan Bisbal Parera

Des de 1970
- Joan Capó
- Bartomeu Llompart
- Francesc Domènec Roselló

Des de 1980
- Antoni Arabí
- Josep Ramon Bermell

Des de 1990
- Miquel Àngel Nadal
- Antoni Prats

Des de 2000
- Albert Riera
- Miquel Àngel Moyà

Des de 2010
- Marco Asensio
- Sergi Darder

## Principals estadis
| - Estadi de Son Moix (Palma) - Estadi Lluís Sitjar (Palma) - Estadi Balear (Palma) - Nou Camp d'Inca (Inca) |  | - Na Capellera (Manacor) - Camp d'en Maiol (Sóller) - Municipal de Maó (Maó) - Can Misses (Eivissa) |  |  |

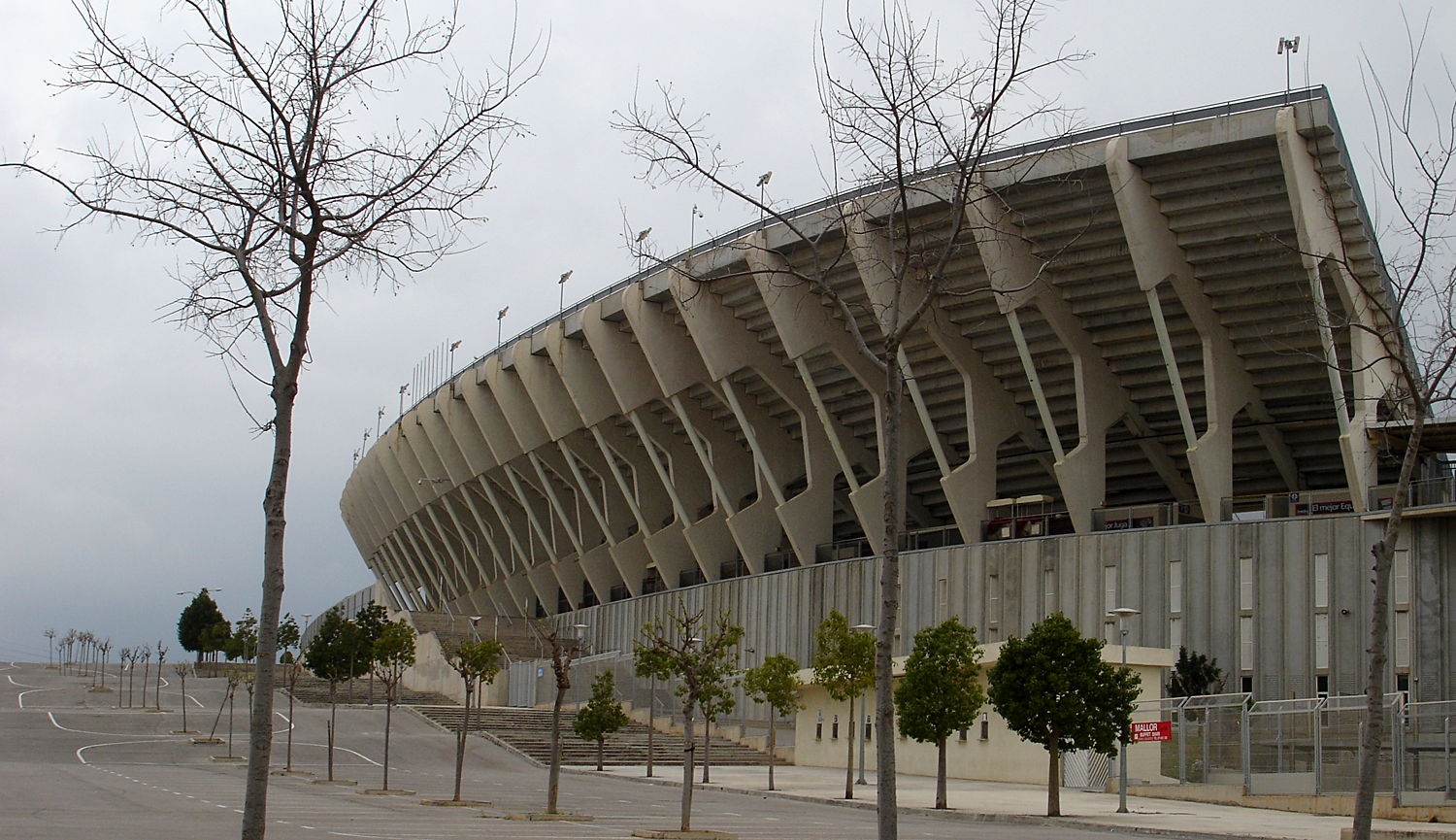
Estadi de Son Moix.

A Mallorca hi ha vuit terrenys de joc de gespa natural: el Nou Camp d'Inca, el Nou Camp de la Pobla, l'Estadi de Son Moix, l'Estadi Balear i quatre dels camps d'entrenament de Son Bibiloni. A Menorca, solament ho és el Camp Municipal de Maó, mentre que a Eivissa no hi ha cap camp de gespa natural.